# Glock 27
La Glock 27 è una pistola semiautomatica prodotta dall'austriaca Glock.
Camerata in .40 S&W è la versione "subcompact" della Glock 22, ancora più piccola della già compatta Glock 23, assomiglia alla subcompatta Glock 26. Viene presentata dalla casa madre come arma di backup per le forze dell'ordine, cioè come arma da utilizzare in caso non si possa utilizzare (perché caduta, rubata, scarica ecc.) quella di ordinanza. Come tutte le Glock è dotata del sistema "Safe Action" con sicura sul grilletto.